# Synagoge (Trittenheim)
Die Synagoge in Trittenheim wurde 1857 in der Olkstraße 18 errichtet. 1936 wurde das Gebäude durch die jüdische Gemeinde an einen Privatmann verkauft. Dieser baute die ehemalige Synagoge zu einem Wohnhaus um. Heute ist eine Gaststätte in dem Gebäude untergebracht.

## Synagoge
Bereits um 1830 verfügte die jüdische Gemeinde über einen Betsaal. 1844 wurde ein Grundstück zum Neubau einer Synagoge erworben. Die Bauarbeiten begannen allerdings erst 12 Jahre später. 1857 wurde die Synagoge, ein giebelständiger Putzbau, in der Olkstraße 18 eingeweiht. Das Eingangsportal lag auf der Ostseite des Gebäudes. Über dem Portal war in hebräischer Schrift ein Zitat nach Jes. 56,7  angebracht: Denn mein Haus soll ein Bethaus für alle Völker genannt werden. Die Südseite verfügte über drei große Rundbogenfenster. An der Nordseite befand sich ein Anbau mit Pultdach und zwei halbrunden Fenstern. In der Ostwand war ein Rundfenster eingelassen. Nachdem 1936 das für die Durchführung eines Gottesdienstes benötigte Minjan nicht mehr erreicht wurde, wurde die Synagoge aufgegeben und an einen Privatmann verkauft. Dieser baute das Gebäude zu einem Wohnhaus um. Heute wird die ehemalige Synagoge als Gaststätte genutzt.

## Jüdische Gemeinde Trittenheim
Erste Juden siedelten bereits im 18. Jahrhundert auf dem Gebiet von Trittenheim. Bereits 1702 wird ein aus Trittenheim stammender Einwohner jüdischen Glaubens genannt. Bis zur Mitte des 19. Jahrhunderts stieg die Zahl der jüdischen Gemeindemitglieder stetig an und erreichte 1865 ihren höchsten Stand. Die jüdische Gemeinde verfügte über eine Religionsschule. Am Ort gab es einen israelitische Frauenverein. Die Verstorbenen wurden ab 1896 auf dem jüdischen Friedhof in Trittenheim beigesetzt. Davor auf den jüdischen Friedhöfen der umliegenden Gemeinden. Ab 1933, nach der Machtergreifung Adolf Hitlers, wurden die jüdischen Einwohner immer mehr entrechtet. Zudem kam es immer wieder zu antijüdischen Aktionen, die in den Novemberpogromen 1938 ihren Höhepunkt fanden. Dies hatte zur Folge, dass viele jüdischen Familien die Gemeinde verließen. Die letzten jüdischen Einwohner wurden 1943 deportiert.

### Entwicklung der jüdischen Einwohnerzahl
| Jahr | Juden      | Jüdische Familien | Bemerkung                               |
| ---- | ---------- | ----------------- | --------------------------------------- |
| 1702 | 1          |                   |                                         |
| 1715 |            | 2                 |                                         |
| 1787 |            | 5                 |                                         |
| 1808 | 46         |                   |                                         |
| 1833 | 44         |                   |                                         |
| 1843 | 52         |                   |                                         |
| 1865 | 65         |                   |                                         |
| 1895 | 54         |                   |                                         |
| 1925 | 39 oder 44 |                   | unterschiedliche Angaben in den Quellen |
| 1933 | 32         |                   |                                         |
| 1938 | 5          |                   |                                         |

Quelle: alemannia-judaica.de; jüdische-gemeinden.de

## Opfer des Holocaust
Im Gedenkbuch – Opfer der Verfolgung der Juden unter der nationalsozialistischen Gewaltherrschaft 1933–1945 und in der Zentralen Datenbank der Namen der Holocaustopfer von Yad Vashem werden folgende Mitglieder der jüdischen Gemeinschaft Trittenheim (die dort geboren wurden oder zeitweise lebten)  aufgeführt, die während der Zeit des Nationalsozialismus ermordet wurden:
| Name     | Vorname      | Todeszeitpunkt  | Alter     | Ort des Todes                 | Bemerkung | Quellen |
| -------- | ------------ | --------------- | --------- | ----------------------------- | --- | --- |
| Berger   | Ottilie      | unbekannt       | unbekannt | Vernichtungslager Treblinka   | Deportation am 27. Juli 1942 ab Köln-Trier nach Ghetto Theresienstadt (Transport III/2, Zug Da 76 / Deportationsnummer im Transport 23). Deportation am 19. September 1942 von Ghetto Theresienstadt nach Vernichtungslager Treblinka (Transport Bo, Zug Da 83 / Deportationsnummer im Transport 1630).  | Yad Vashem (Datenbank, Datensatz Nr. 11472318 und 4888353) / Gedenkbuch für die Opfer der NS-Judenverfolgung in Deutschland          |
| Kaufmann | Therese      | unbekannt       | unbekannt | Vernichtungslager Treblinka   | Deportation am 27. Juli 1942 ab Köln-Trier nach Ghetto Theresienstadt (Transport III/2, Zug Da 76 / Deportationsnummer im Transport 530). Deportation am 19. September 1942 von Ghetto Theresienstadt nach Vernichtungslager Treblinka (Transport Bo, Zug Da 83 / Deportationsnummer im Transport 1810). | Yad Vashem (Datenbank, Datensatz Nr. 4842074 und 11539575) / Gedenkbuch für die Opfer der NS-Judenverfolgung in Deutschland          |
| Koppel   | Bernhard     | unbekannt       | unbekannt | Konzentrationslager Auschwitz | 1939 nach Monaco emigriert. Deportation 1942 nach Konzentrationslager Auschwitz. | Yad Vashem (Datenbank, Datensatz Nr. 11565965) / Gedenkbuch für die Opfer der NS-Judenverfolgung in Deutschland                      |
| Koppel   | Ivan         | unbekannt       | unbekannt | Konzentrationslager Auschwitz | Emigriert nach Frankreich. Deportation am 17. August 1942 ab Sammellager Drancy nach Konzentrationslager Auschwitz (Transport 20, Zug 901-15). | Yad Vashem (Datenbank, Datensatz Nr. 3192752 und 11566016) / Gedenkbuch für die Opfer der NS-Judenverfolgung in Deutschland          |
| Koppel   | Samuel Sally | 13. Juli 1942   | 58 Jahre  | Ghetto Litzmannstadt          | Emigriert nach Luxemburg. Deportation am 16. Oktober 1941 ab Luxemburg nach Ghetto Litzmannstadt (Transport, Zug Da 3). | Yad Vashem (Datenbank, Datensatz Nr. 11566075, 1707198 und 7695596) / Gedenkbuch für die Opfer der NS-Judenverfolgung in Deutschland |
| Koppel   | Siegmund     | unbekannt       | unbekannt | Konzentrationslager Auschwitz | 1940 nach Luxemburg emigriert. Deportation am 7. September 1942 ab Sammellager Drancy nach Konzentrationslager Auschwitz (Transport 29). | Yad Vashem (Datenbank, Datensatz Nr. 8055592, 3192758 und 11566077) / Gedenkbuch für die Opfer der NS-Judenverfolgung in Deutschland |
| Samuel   | Leon         | unbekannt       | unbekannt | Konzentrationslager Auschwitz | | Yad Vashem (Datenbank, Datensatz Nr. 11622874) / Gedenkbuch für die Opfer der NS-Judenverfolgung in Deutschland                      |
| Samuel   | Leon (Leo)   | 6. Oktober 1942 | 33 Jahre  | Konzentrationslager Auschwitz | Emigriert nach Luxemburg und Frankreich. Deportation am 5. August 1942 ab Internierungslager Gurs über Sammellager Drancy nach Konzentrationslager Auschwitz (Transport 17, Zug 901-12). | Yad Vashem (Datenbank, Datensatz Nr. 3965390, 3215891 und 11622875) / Gedenkbuch für die Opfer der NS-Judenverfolgung in Deutschland |
| Samuel   | Marianne     | unbekannt       | unbekannt | unbekannt                     | Ziel der Deportation unbekannt. | Yad Vashem (Datenbank, Datensatz Nr. 3965389 und 11622886) / Gedenkbuch für die Opfer der NS-Judenverfolgung in Deutschland          |
| Samuel   | Moses        | unbekannt       | unbekannt | unbekannt                     | Ziel der Deportation unbekannt. | Yad Vashem (Datenbank, Datensatz Nr. 11622905 und 3933926) / Gedenkbuch für die Opfer der NS-Judenverfolgung in Deutschland          |
| Samuel   | Paul (Pol)   | unbekannt       | unbekannt | Konzentrationslager Majdanek  | 1941 nach Frankreich emigriert. Ziel der Deportation am 4. März 1943 ab Sammellager Drancy nach Konzentrationslager Majdanek (Transport 50). | Yad Vashem (Datenbank, Datensatz Nr. 3215912, 1746421 und 11622909) / Gedenkbuch für die Opfer der NS-Judenverfolgung in Deutschland |
| Baum     | Bertha       | unbekannt       | unbekannt | Internierungslager Gurs       | Deportation am 22. Oktober 1940 nach Internierungslager Gurs. | Yad Vashem (Datenbank, Datensatz Nr. 11469387)                                                                                       |
| Koppel   | Esther       | unbekannt       | unbekannt | unbekannt                     | Zielort der Deportation unbekannt. | Yad Vashem (Datenbank, Datensatz Nr. 8055520)                                                                                        |